# Xanthosoma bilineatum
Xanthosoma bilineatum är en kallaväxtart som beskrevs av Henry Hurd Rusby. Xanthosoma bilineatum ingår i släktet Xanthosoma och familjen kallaväxter.
Artens utbredningsområde är Colombia. Inga underarter finns listade.